# Luis Arroyo Zapatero
 (mai 2021).
La mise en forme du texte ne suit pas les recommandations de Wikipédia : il faut le « wikifier ».
Les points d'amélioration suivants sont les cas les plus fréquents. Le détail des points à revoir est peut-être précisé sur la page de discussion.
- Les titres sont pré-formatés par le logiciel. Ils ne sont ni en capitales, ni en gras.
- Le texte ne doit pas être écrit en capitales (les noms de famille non plus), ni en gras, ni en italique, ni en « petit »…
- Le gras n'est utilisé que pour surligner le titre de l'article dans l'introduction, une seule fois.
- L'italique est rarement utilisé : mots en langue étrangère, titres d'œuvres, noms de bateaux, etc.
- Les citations ne sont pas en italique mais en corps de texte normal. Elles sont entourées par des guillemets français : « et ».
- Les listes à puces sont à éviter, des paragraphes rédigés étant largement préférés. Les tableaux sont à réserver à la présentation de données structurées (résultats, etc.).
- Les appels de note de bas de page (petits chiffres en exposant, introduits par l'outil «  Source ») sont à placer entre la fin de phrase et le point final[comme ça].
- Les liens internes (vers d'autres articles de Wikipédia) sont à choisir avec parcimonie. Créez des liens vers des articles approfondissant le sujet. Les termes génériques sans rapport avec le sujet sont à éviter, ainsi que les répétitions de liens vers un même terme.
- Les liens externes sont à placer uniquement dans une section « Liens externes », à la fin de l'article. Ces liens sont à choisir avec parcimonie suivant les règles définies. Si un lien sert de source à l'article, son insertion dans le texte est à faire par les notes de bas de page.
- La présentation des références doit suivre les conventions bibliographiques. Il est recommandé d'utiliser les modèles {{Ouvrage}}, {{Chapitre}}, {{Article}}, {{Lien web}} et/ou {{Bibliographie}}. Le mode d'édition visuel peut mettre en forme automatiquement les références.
- Insérer une infobox (cadre d'informations à droite) n'est pas obligatoire pour parachever la mise en page.

Pour une aide détaillée, merci de consulter Aide:Wikification.
Si vous pensez que ces points ont été résolus, vous pouvez retirer ce bandeau et améliorer la mise en forme d'un autre article.
Luis Arroyo Zapatero (né à Valladolid en 1951), est un juriste espagnol, spécialiste en droit international pénal, président de la Société internationale de défense sociale, ainsi que fondateur et actuellement directeur de l'Institut de droit pénal européen et international,. Il est recteur honoraire de l'université de Castille-La Manche, dont il a été le recteur fondateur.
Il est Membre Correspondent de l’Académie de Sciences Morales et Politiques de l'Institut de France depuis 2019.

## Biographie

### Formation et Carrière
Luis Arroyo Zapatero suit ses études à la faculté de droit de l’université de Valladolid qu’il conclut en 1974 avec mention très bien et prix extraordinaire. Titulaire d’une bourse du Deutscher Akademischer Austauschdienst (DAAD), il poursuit des études de doctorat auprès de l’Institut de sciences pénales de l’université de Cologne de 1975 à 1977. Assistant en droit pénal au sein de l’université complutense de Madrid depuis 1977, en 1980 il obtient son doctorat (Très honorable, Cum Laude) avec une thèse sur La responsabilité dans les délits d’imprudence de commission par omission en matière d’accidents du travail, lauréat du prix de la Fondation universitaire de la Chambre du commerce de Madrid.
Après ultérieures séjours de recherche, (1982 Chercheur invité (Deutscher Akademischer Austauschdienst (DAAD)) pendant 3 mois à l’université de Cologne et 1983 Séjour de recherche, grâce à une bourse du Conseil de l'Europe, au sein de l’Institut de criminologie et de droit pénal économique de l’université de Fribourg-en-Brisgau près du professeur Klaus Tiedemann) en 1983 il devient maître de conférences en droit pénal à l’université complutense de Madrid.
Doyen Fondateur de la Faculté de droit de l’université de Castille-La Manche à Albacete depuis 1985, il est élu recteur de l’université de Castille-La Manche] en 1988, charge dont il s’acquitte durant trois mandats successifs jusqu’en 2003.
Actuellement directeur de l’Institut de droit pénal européen et international et, depuis 2002, Président de la Société internationale de défense sociale.

### Autres charges et distinctions
Membre Correspondent de l’Académie de Sciences Morales et Politiques de l'Institut de France. Élu le 30 septembre 2019 à la place d’Évelyne Sullerot.
Depuis 2006, il est membre du Conseil scientifique consultatif de l’Institut Max Planck de droit pénal étranger et international de Fribourg–en-Brisgau et vice-président de celui-ci du 2009 au 2018.
Outre la Société internationale de défense sociale qu’il préside, il appartient au conseil de direction de l'Association internationale de droit pénal, ainsi qu’à celui de la Société internationale de criminologie (2005).
Depuis 2004, il est membre permanent de la Commission générale de codification du ministère de la Justice et rapporteur de la Réforme pénale. Il est également président du Comité académique du Portail ibéro-américain de sciences pénales et membre d'honneur de l'Association Alexander von Humboldt.
Médaille d'or de l’université Complutense de Madrid. 1995. Médaille d'or de la Communauté autonome de Castilla-La Mancha et médaille de l’université de Castille-La Manche. 2006 Croix d'honneur de San Raimundo de Peñafort, ministère de la Justice. 2007.
Membre du conseil de rédaction de la Revista Penal (Espagne) et de la Revue de sciences criminelles et droit pénal comparé.
Il est, en outre, membre du Comité de patronage de la Fondation Ortega y Gasset-Gregorio Marañón, de la Fondation Patrimoine naturel, de la Fondation royale de Tolède, ainsi que ancien président du Comité de patronage du Parc national des Tablas de Daimiel entre 2007 et 2011.

## Doctoratshonoris causa
Luis Arroyo Zapatero a été nommé docteur honoris causa par les institutions suivantes :
- Université de San Cristóbal de las Casas, Chiapas, México, janvier 2000
- Université fédérale de Rio de Janeiro, avril 2004
- Universidad Argentina John F. Kennedy de Buenos Aires, août 2005
- Université de Morón, Argentine, avril 2008
- Université Valahia de Târgoviște, Roumanie, avril 2009
- Instituto Nacional de Ciencias Penales de México, septembre 2016.

## Publications
Les publications du Professeur Luis Arroyo Zapatero se sont centrées fondamentalement sur quatre domaines : 
- la protection pénale de la personne au travail,
- le droit pénal économique,
- le droit pénal européen
- les relations entre droit pénal et Constitution

Avec toujours une attention toute particulière pour le droit comparé et la comparaison entre les pays européens et latino-américains ainsi que pour la globalisation juridique, notamment l’abolition internationale de la peine de mort.
Parmi celles-ci : « La protection pénale de la sécurité au travail », ministère du Travail, Madrid, 1981 ; « Délits contre les finances publiques en matière de subventions », ministère de la Justice, Madrid, 1987 ; « Manuel de droit pénal du travail », Editorial Praxis S.A. Barcelona, 1988 ; « Études de droit pénal économique », université de Castille-La Manche, Cuenca, 1994 ; « Leçons de droit pénal. Partie générale », Editorial Praxis, S. A. Barcelona, 1996 ; Code de droit pénal européen et international, ministère de la Justice, Madrid, 2008 ; s’y ajoute une trentaine d’articles scientifiques, dont certains en allemand, en français, en italien, en portugais, en anglais, en roumain et en japonais.
- Arroyo Zapatero, Luis : Marc Ancel et le rêve de l'Europe, Cahiers de Défense Sociale, 2004.
- Arroyo Zapatero, Luis : De la lutte contre l’esclavage et la traite des blanches à la proscription du trafic d'êtres humaines, en Delmas Marty/ Mark Pieth/ U. Sieber, Les chemins de l'harmonisation pénale. Harmonising criminal law, Société de Legislation Comparée, Paris 2008, p. 105-126,  (ISBN 978-2-908199-63-5).
- Arroyo Zapatero, Luis : Soixantième anniversaire de la Société Internationale de Défense Sociale, 1949-2009: L’esprit des temps », en Cahiers de Défense Sociale, 2009-2010.
- Arroyo Zapatero, Luis: Die Juristen und die JAE, en “Über Grenzen hinaus. Ein Jahundert deutsch-spanische wissenschaftsbeziehungen”. CSIC-DAAD, Madrid. 2010, pp. 281-289.
- Arroyo Zapatero, L./Nieto Martín, A. (dirs.)/Muñoz de Morales, M. (coord.): European Criminal Law: An Overview, Ed. UCLM, Colección Marino Barbero Santos, Cuenca, 2010.
- Arroyo Zapatero, L. /Muñoz de Morales Romero, M.: “Le contrôle des choix de pénalisation: effets directs et indirects”, en GIUDICELLI-DELAGE, G./MANACORDA, S. (dirs.)/TRICOT, J. (coord.): Cour de Justice et Justice pénale en Europe, UMR de Droit Comparé de Paris, Volume 19, Société de Législation Comparée, 2010.
- Arroyo Zapatero, Luis/Bigliono, Paloma/Schabas, William (eds.): Towards Universal Abolition of the Death Penalty, Tirant Lo Blanch. Valencia 2010. pp. 455.  (ISBN 978-84-9876-967-8),
- Arroyo Zapatero, Luis : L’harmonisation internationale du droit pénal, en  “Revue de Science Criminelle et de Droit pénal comparé”,  2011, 3, pp. 557-574.
- Arroyo Zapatero, Luis : Towards a universal moratorium on the death penalty. Pp. 39-50; Die Todesstrafe. Pladoyer für ein weltweites Moratorium, en Strafrecht als Scientia Universalis: Festschrift für Claus Roxin zum 80. Geburstag am 15. 2. pp. 1147-1159. (Alemania): Gruyter Verlag, 2011.  (ISBN 978-3-11-025528-7)
- Arroyo Zapatero, Luis/Muñoz Morales Romero, Marta : Le droit pénal de l'Union européenne au lendemain du Traité de Lisbonne, G. Giudicelli-Delage, S. Manacorda (dirs.). L'harmonisation autonome. Pp. 113-139. (Francia): Société de Législation Comparé, 2012.  (ISBN 978-2-36517-011-6).
- Arroyo Zapatero, Luis : La responsabilità penale delle persone giuridiche nella penisola iberica en Corporate criminal liability and compliance programs JLS/2008/JPEN/009, Edit. Antonio Fiorella y Alfonso Stile, Jovene  Editore. Napoli 2012, pp. 105-119.
- Arroyo Zapatero, Luis : Francisco de Goya contra la crueldad de del sistema penal y la pena de muerte, en L. Arroyo y J. Bordes, Francisco de Goya. Contra la crueldad de la pena de muerte/ Against the cruelty of capital punishment, Universidad de Castilla-La Mancha y Real Academia de Bellas Artes, Madrid 2013, págs. 27-48.
- Arroyo Zapatero, Luis : La prohibición de las penas crueles e inhumanas y la abolición universal de la pena de muerte. En “Revista de Occidente”, nº 385, junio 2013, p. 5-24.
- Arroyo Zapatero, Luis : Les chemins de l’abolition de la peine de mort. Acteurs, facteurs et processus, en La Peine de mort. Vers l’abolition absolue ? Un dialogue entre juristes, philosophes et cartographes, Crépon/Halpérin/Manacorda, Ed. Rue D’Ulm, Paris 2016, p. 69-80.
- Arroyo Zapatero, Luis : Le recours à la force armée dans la lutte contre le crime organisé : juges, policiers et militaires. Mélanges en Honneur de Geneviève Giudicelli-Delage, Dalloz, Paris 2016, p.   243-257.
- Arroyo Zapatero, Luis : Hans-Heinrich Jescheck: Die Bildung eines Charakters, en U. Sieber (Hrsg.) Strafrecht in einer globalen Welt, Dunker & Humblot, Berlin 2016, págs.108-115.
- Arroyo Zapatero, Luis Brücken mit Spanien en U. Sieber (Hrsg.) Strafrecht in einer globalen Welt, Dunker & Humblot, Berlin 2016, págs.121-127.
- Arroyo Zapatero, Luis : “Cesare Beccaria y la abolición de la pena capital”, e, Consegna della Medaglia Cesare Beccaria in Memoria de Adolfo Beria di Argentine, pp. 61-6867- 72, Dei delitti e delle pene a 250 anni dalla publicazione. Le lezione di Cesare Beccaria, Giuffré Editore. CNPDS. Milán 2015.
- Arroyo Zapatero, Luis : Rebelion and Treason: The family Demons of Europe and the European Arrest Warrant, en “European Criminal Law Review EuCLR 2, vol. 8 2018, Beck &Nomos, Bonn. ISSN 2191-7442, p. 146-151.